# Zwrotnica (roślina)
Zwrotnica, leguzja (Legousia Durande) – rodzaj roślin z rodziny dzwonkowatych. Obejmuje 7 gatunków (czasem w szerszym ujęciu zaliczane są tu północnoamerykańskie gatunki z rodzaju Triodanis i wówczas jest ich łącznie ok. 15. Występują głównie w basenie Morza Śródziemnego (5 gatunków w Europie południowej), na wschodzie przedstawiciele tego rodzaju sięgają do Azji Środkowej. Rosną w murawach, na polach uprawnych, czasem w widnych lasach i zaroślach.
Niektóre gatunki uprawiane są jako ozdobne rośliny jednoroczne. Rozpowszechniona jest zwłaszcza zwrotnica zwierciadło Wenery L. speculum-veneris. W Polsce poza tym gatunkiem w uprawie spotykana jest także zwrotnica drobna L. hybrida.

## Morfologia
PokrójRośliny jednoroczne o wyprostowanych pędach osiągających do 0,5 m wysokości.
LiściePojedyncze, o brzegach często falistych. Ulistnienie skrętoległe.
KwiatyWyrastają pojedynczo lub skupione w pęczkach w górnej części łodygi. Kielich składa się z 5 wolnych działek, bez łatek między nimi. Korona w kolorze niebieskim do fioletowego, rzadko biała, osiąga do 2,5 cm średnicy, powstaje w wyniku zrośnięcia w 5 płatków i ma kształt szeroko dzwonkowaty lub miseczkowaty. Końce płatków wolne, zaostrzone. Pręcików jest 5. Ich nitki są wolne, nie orzęsione. Pylniki są równowąskie i dłuższe od nitek. Zalążnia jest dolna, trzykrotna, z licznymi zalążkami. Pojedyncza szyjka słupka zwieńczona jest trzema, zwiniętymi na końcach znamionami.
OwoceWąskie i długie torebki zwieńczone trwałymi działkami kielicha, z licznymi nasionami, otwierające się trzema podłużnymi otworami w górnej części.

## Systematyka
Pozycja systematyczna
Rodzaj w obrębie rodziny dzwonkowatych Campanulaceae klasyfikowany jest do podrodziny Campanuloideae.
Wykaz gatunków
- Legousia falcata (Ten.) Fritsch ex Janch.
- Legousia hybrida (L.) Delarbre – zwrotnica drobna
- Legousia julianii (Batt.) Briq.
- Legousia pentagonia (L.) Thell.
- Legousia scabra (Lowe) Gamisans
- Legousia skvortsovii Proskur.
- Legousia speculum-veneris (L.) Durande ex Vill. – zwrotnica zwierciadło Wenery